# Natação nos Jogos Olímpicos de Verão de 1904 - 440 jardas peito masculino
A prova de 440 jardas peito da natação foi realizada como parte dos programa da Natação nos Jogos Olímpicos de Verão de 1904. Foi a primeira vez que qualquer evento de nado peito foi disputado em Jogos Olímpicos.  As duas edições seguintes do programa da natação utilizaram a distância de 400 m peito, mas as distâncias mais curtas, de 200 m e 100 m, tornaram-se mais comuns. 
Quatro nadadores de duas nações competiram.

## Medalhistas
| Ouro   | GER Georg Zacharias |
| Prata  | GER Walter Brack    |
| Bronze | USA Jam Handy       |

## Resultados
| Pos.              | Nadador         | CON                | Tempo        | Notas |
| ----------------- | --------------- | ------------------ | ------------ | ----- |
| Medalha de ouro   | Georg Zacharias | GER Alemanha       | 7:23.6       |       |
| Medalha de prata  | Walter Brack    | GER Alemanha       | Desconhecido |       |
| Medalha de bronze | Jam Handy       | USA Estados Unidos | Desconhecido |       |
| 4                 | Georg Hoffmann  | GER Alemanha       | Desconhecido |       |